# いわき・日立 - 東京ディズニーリゾート線

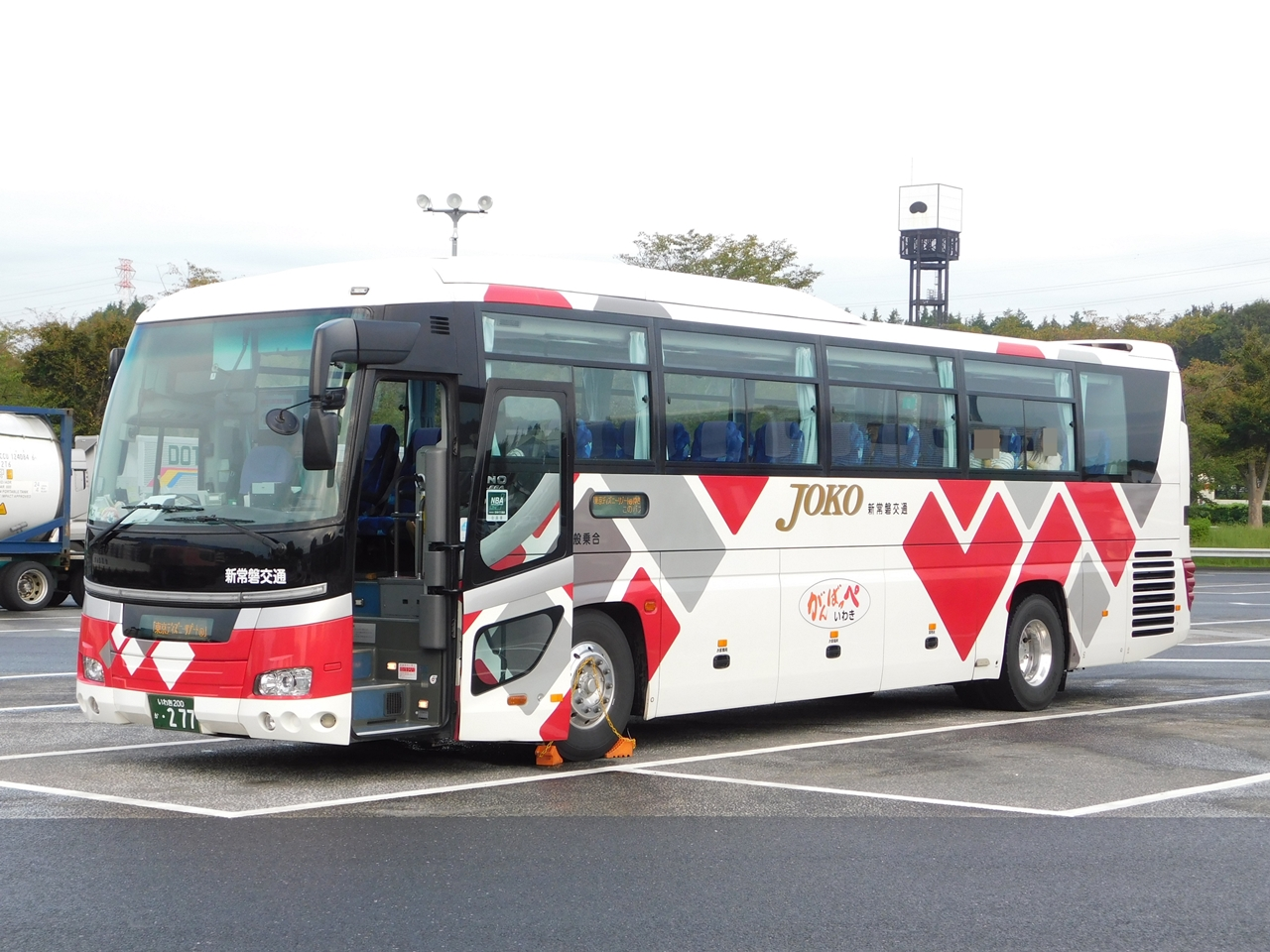
いわき - 東京ディズニーリゾート線（新常磐交通）

いわき・日立 - 東京ディズニーリゾート線（いわき・ひたち - とうきょうディズニーリゾートせん）は、福島県いわき市・茨城県北茨城市・日立市と千葉県浦安市舞浜にある東京ディズニーリゾートを結ぶ高速バスである。
全席指定制である。

## 概要
1996年7月に運行開始した成田空港行高速バスが前身。成田空港へ向かう途中にある東京ディズニーリゾート (TDR) への輸送も兼ねて運行されていたが、成田空港への利用客減少により、東京ディズニーリゾート直行バスとしての役目を果たすようになった。当初は新常磐交通と東京ベイシティバス（2016年4月から京成トランジットバス）の2社共同運行だったが、日立市内への乗り入れにより、日立電鉄（後の日立電鉄交通サービス、現・茨城交通）も加わり3社共同運行となった。
いわき・日立と東京ディズニーリゾート周辺（東京や千葉）を結ぶ交通機関としては、常磐線特急の「ひたち・ときわ」があるが、始発列車よりも早く到着でき、また終発列車よりも遅く滞在できることから平日・休日問わず乗車率は高い。なお、発着する停留所では東京駅へ高速バス「いわき号」・「ひたち号」が結んでいるため、満席時にはそちらを利用することも可能である（ただし東京 - 舞浜間の運賃は自己負担）。
輸送目的が東京ディズニーリゾートアクセスであるため、東京ディズニーリゾートの2パークが揃って休園する場合には運休になる。

## 運行会社
- 新常磐交通（いわき中央営業所）
- 茨城交通（神峰営業所）
- 京成トランジットバス（2016年4月1日から）

### 過去の運行会社
- 東京ベイシティ交通（2016年3月31日まで）

## 運行系統
2018年12月1日現在。行先や出発時間などの違いにより、以下の3系統がある。
速達いわき便
- （通常期）TDR行（2号）：新常磐交通、いわき行（103号）：京成トランジットバス
- （繁忙期）TDR行（2号）：新常磐交通、いわき行（181号；TDS発）：新常磐交通、（183号；TDL発）：京成トランジットバス
- いわき・北茨城市内からTDRへ直行。日立市内には停車しない。いわき発着便では最も早くいわき駅を発車し、最も遅くTDRを発車する。

速達日立便
- （通常期）TDR行（4号）、日立行（105号）
- （繁忙期）TDR行（4号・82号）、日立行（185号；TDS発、187号；TDL発）
- 日立発着。日立市内を経由する便では最も早く日立を発車し、最も遅くTDRを発車する。全便茨城交通の担当。

停車便
- （通常期）TDR行（6号）：京成トランジットバス、日立・いわき行（101号）：新常磐交通
- （繁忙期）TDR行（6号）：京成トランジットバス、（84号）：新常磐交通、日立・いわき行（101号）：新常磐交通
- いわき発着日立経由のため、上の2系統より所要時間がかかる。3系統の中では、最も遅くいわき・日立を発車し、最も早くTDRを発車する。

### 停車停留所
| 停車停留所 休憩箇所                       | 停車停留所 休憩箇所                       | 所在地 | 所在地   | 速達いわき | 速達日立 | 停車便 | 備考 |
| ----------------------------------------- | ----------------------------------------- | ------ | -------- | ---------- | -------- | ------ | --- |
| いわき駅                                  | いわき駅                                  | 福島県 | いわき市 | ■          | -        | ■      | 南口バスターミナル2番のりばから出発 |
| 好間一小                                  | 好間一小                                  | 福島県 | いわき市 | ●          | -        | ●      | |
| いわき好間                                | いわき好間                                | 福島県 | いわき市 | ▼          | -        | ▼      | |
| いわき中央IC                              | いわき中央IC                              | 福島県 | いわき市 | ▲          | -        | ▲      | 到着便のみ停車 |
| いわき湯本IC                              | いわき湯本IC                              | 福島県 | いわき市 | ●          | -        | ●      | |
| いわき勿来IC                              | いわき勿来IC                              | 福島県 | いわき市 | ●          | -        | ●      | |
| 北茨城IC                                  | 北茨城IC                                  | 茨城県 | 北茨城市 | ●          | -        | ●      | |
| 日立市役所                                | 日立市役所                                | 茨城県 | 日立市   | ∥          | ●        | ●      | |
| 多賀市民プラザ                            | 多賀市民プラザ                            | 茨城県 | 日立市   | ∥          | ●        | ●      | |
| 新田中内                                  | 新田中内                                  | 茨城県 | 日立市   | ∥          | ●        | ●      | |
| 水戸北スマートインター                    |                                           | 茨城県 | 水戸市   | ∥          | ●        | ∥      | |
| 東京ディズニーシー ↓ 東京ディズニーランド | 東京ディズニーシー ↓ 東京ディズニーランド | 千葉県 | 浦安市   | ○          | ○        | ○      | 両方向とも東京ディズニーシー→東京ディズニーランドの順番に全便停車 東京ディズニーリゾート行は首都高速湾岸線葛西ランプで流出、いわき・日立行は舞浜ランプより進入 東京ディズニーシーは2番のりば、東京ディズニーランドは1番のりばから出発 |

■/●…ディズニー行は乗車のみ、いわき駅・日立市役所前行は降車のみ
▼/▲…方向によって経由順が変わる停留所。ディズニー行は乗車のみ、いわき方面行は降車のみ
○…ディズニー行は降車のみ、いわき駅・日立市役所前行は乗車のみ
レ…通過
∥…経由なし
-…運行なし

### 備考
- いわき・日立行便は3系統とも常磐道友部SAで休憩するが、東京ディズニーリゾート行便はいわき発便が友部SA、日立発便は常磐道守谷SAで休憩する。

## 歴史
- 1996年（平成8年）7月18日 - 前身となる「いわき - 成田空港・東京ディズニーランド線」が京成電鉄との共同運行で運行開始。
- 1998年（平成10年）
  - 3月20日 - 高速バス利用客専用「いわき勿来インター駐車場」オープン。
  - 12月1日 - 日立駅乗り入れ開始により、「いわき・日立 - 成田空港・東京ディズニーランド線」となり、日立電鉄（当時）が参入。
- 1999年（平成11年）3月 - 高速バス利用客専用「いわき湯本インター駐車場」オープン。
- 2001年（平成13年）12月1日 - 成田空港への乗り入れおよび京成電鉄との共同運行を廃止。
- 2009年（平成21年）12月1日 - 東京ディズニーシーまで延長。
- 2011年（平成23年）4月15日 - 同年3月11日に発生した東北地方太平洋沖地震の影響により運休していたが、同日より運行を再開。
- 2013年（平成25年）4月1日 - 北茨城ICでの
- 2016年（平成28年）4月1日 - ダイヤ改正および運行会社の変更（東京ベイシティ交通→京成トランジットバス）を実施。東京ディズニーリゾートのバス乗り場が変更となる[1]。
- 2017年（平成29年）7月1日 - 常磐自動車道4車線化工事に伴い、いわき中央インターのりばと第1・第2駐車場が閉鎖。これに伴い「好間一小」停留所および無料駐車場（第4駐車場）を新設。なお、いわき中央インターおりばは存続となる[2]。
- 2018年（平成30年）12月1日 - ダイヤ改正に伴い、通常期ダイヤおよび繁忙期ダイヤを導入。繁忙期ダイヤでは、上り便が速達日立便と停車便が各1本ずつ増便され、下り便では直行便をそれぞれ2台体制に拡大し、東京ディズニーランド (TDL) 発便と東京ディズニーシー (TDS) 発便を振り分ける[3]。
- 2019年（令和元年）
  - 5月1日 - 日立電鉄交通サービスと茨城交通との経営統合により、旧・日立電鉄交通サービス担当便の運行会社が茨城交通（神峰営業所）に変更。
  - 10月1日 - 消費税率改定に伴う運賃改定[4][5][6]。
- 2020年（令和2年）2月29日 - 東京ディズニーリゾート® の休園に伴い、当面の間運休[7]。
- 2022年（令和4年）4月29日 - 運行再開[8]。
- 2022年（令和4年）12月1日より日立発着の茨城交通便のみ水戸北スマートインターに乗降車扱い開始。

## 使用車両
原則として4列シート・トイレ付のハイデッカー車が使用される。

## 乗車券発売箇所
1か月1日前から乗車日前日の18:00まで発売
新常磐交通高速バス予約センター、茨城交通高速バス予約センター、神峰営業所、日立南営業所、茨大前営業所では電話での予約が可能。
- 新常磐交通
  - 高速バス予約センター
  - いわき駅前案内所
  - いわき好間案内所
  - 湯本駅前案内所
  - 小名浜案内所
  - 植田駅前案内所
- 茨城交通
  - 日立南営業所
  - 神峰営業所
  - 日立案内所
  - 水戸駅前案内所
  - 茨大前営業所
- 発車オ〜ライネット（クレジット決済・コンビニ決済・発券可能）